# 迪翁昆達·特拉奧雷
迪翁昆達·特拉奧雷（法語：Dioncounda Traoré，1942年2月23日—）是馬利政治家，曾於2012年4月至2013年9月擔任馬裡臨時總統。此前，他於2007年至2012年擔任馬利國民議會議長，並於1994年至1997年擔任外交部長。自2000年以來，他擔任馬利民主聯盟-非洲團結與正義黨主席，他也是民主與進步聯盟主席，該聯盟是一個支持阿馬杜·圖馬尼·圖雷總統於2007年再次當選的政黨聯盟。

## 政治生涯
特拉奧雷出生於卡蒂。他曾赴蘇聯留學，就讀於阿爾及爾大學和尼斯大學，之後於1977年至1980年在馬里師範學院（ENSUP）任教。之後，他因參與工會活動被捕，並被流放至馬利北部的梅納卡。隨後，他成為國立工程學院院長。他參與了爭取民主的鬥爭，最後在1991年3月推翻了穆薩·特拉奧雷總統。他是阿塞拜疆民主運動黨（ADEMA）的創始成員之一，並在1991年5月25日至26日舉行的阿塞拜疆民主運動黨成立大會上當選為第二副主席，阿爾法·奧馬爾·科納雷當選為該黨主席，馬馬杜·拉明·特拉奧雷當選為第一副主席。
科納雷在1992年總統選舉中當選馬利總統後，特拉奧雷於1992年6月9日被任命為公務員、勞工和行政現代化部長，這是科納雷任總統後組成的第一屆政府。1993年4月16日，他被任命為國防部國務部長，直至1994年10月25日擔任外交部國務部長。在1994年9月舉行的馬利民主運動黨（ADEMA）第一次常務代表大會上，特拉奧雷當選為該黨第一副主席，易卜拉欣·布巴卡爾·凱塔當選為主席。
1997年，他以納拉選區議員身分當選國民議會議員，並於1997年8月24日辭去外交部國務部長職務，就任國民議會議員。在國民議會中，他擔任了阿塞拜疆民主運動黨（ADEMA）議會黨團主席。2000年10月凱塔辭去ADEMA主席職務後，特拉奧雷於2000年11月25日至28日舉行的該黨第一次特別代表大會上當選為ADEMA主席。在2002年的國會選舉中，他在納拉落敗，失去了席次。
在2007年7月的議會選舉中，特拉奧雷再次在納拉的ADEMA候選人名單中位居榜首，該名單中有三席爭奪。在第一輪選舉中，他的候選人名單贏得了39.59%的選票，在第二輪選舉中，他的候選人名單以58.41%的選票獲勝。2007年9月3日，新國民議會舉行首次會議，特拉奧雷以111票對31票當選國民議會主席，而另一黨派、全國民主倡議大會 (CNID) 的蒙塔加·塔爾則獲得該黨的多數票。

### 2012年政變及臨時總統
2012年3月，馬利發生軍事政變，導致西非國家經濟共同體（ECOWAS）對馬利實施經濟制裁和封鎖。隨後，在西非國家經濟共同體的主持下，布萊斯·孔波雷總統在布吉納法索斡旋，於2012年4月6日簽署了一項協議。根據該協議，軍政府首腦阿馬杜·薩諾戈將權力移交給迪翁昆達·特拉奧雷，後者將在舉行選舉前擔任臨時總統。特拉奧雷在政變後離開了馬里，但於4月7日返回。
特拉奧雷於2012年4月12日在總統就職典禮上宣誓就任總統。他誓言要對馬利北部的圖阿雷格叛亂分子“發動一場全面而無情的戰爭”，除非他們放棄對馬利北部城市及其宣布成立的阿扎瓦德州的控制。
2012年8月13日，他再次任命謝克·莫迪博·迪亞拉為總理，並給予迪亞拉三天時間組成團結政府。特拉奧雷最終於2013年9月4日由易卜拉欣·布巴卡爾·凱塔繼任總統，此前凱塔在2013年7月至8月的總統選舉中獲勝。
2012年5月21日，士兵允許一群支持政變的示威者進入巴馬科特拉奧雷的辦公室。示威者抬著一個寫有特拉奧雷名字的模擬棺材，衝過兩名紅色貝雷帽警衛，襲擊了特拉奧雷。當其中一名警衛為特拉奧雷戴上頭盔保護他時，一名人群摘下頭盔並用它毆打特拉奧雷。其他人群對他拳打腳踢。特拉奧雷隨後被剝光衣服，人群帶走了他的衣服碎片。《青年非洲》報道稱，群眾得意洋洋地高呼他已死。
他被送往G點醫院，但當時已失去意識，顯然是頭部受傷。特拉奧雷的保全人員向攻擊者開槍，造成三名抗議者死亡，其他人受傷。檢查顯示沒有嚴重傷勢後，特拉奧雷被送往一個安全地點。總理謝克·莫迪博·迪亞拉呼籲保持冷靜，停止抗議遊行，並表示這次襲擊「配不上我們的國家」。5月23日，特拉奧雷宣布將前往法國接受進一步的健康檢查，據報導包括檢查他的心臟起搏器。他在那裡待了兩個月，於7月27日回來。
2012年6月5日，政變支持者布巴卡爾·博雷、雅各巴·尼亞雷和馬馬杜·桑加雷因涉嫌攻擊被捕。6月29日，青年非洲（Jeune Afrique）發布了攻擊影片。
特拉奧雷於2013年卸任後，擔任非洲聯盟觀察團團長，參加了2016年4月查德總統選舉。他對選舉結果給予了正面評價，但也指出選舉中存在一些違規行為。